# Relationer mellan Finland och Sverige
Relationer mellan Finland och Sverige har en lång historia, på grund av nära förhållanden mellan Finland och Sverige. Framför allt i Finland dyker frågan upp i historiska sammanhang, och i motiv för regeringsförslag och handlingar som rapporteras i finländska nyhetssändningar på engelska och andra språk. I Sverige är relationerna en viktig del av 1900-tals historien, men många svenskar ser det numera som rent historiska händelser, då båda staterna är medlemmar av Europeiska unionen sedan 1995.
Båda länderna ansökte om medlemskap i Nato den 18 maj 2022. Finland blev medlem i Nato den 4 april 2023, men Turkiets veto stoppade då tills vidare Sveriges medlemskap. Finland uttryckte under hela processen sitt fulla stöd för Sveriges NATO-anslutning. Efter att ha fått godkännande från samtliga medlemsländer blev Sverige formellt medlem den 7 mars 2024.

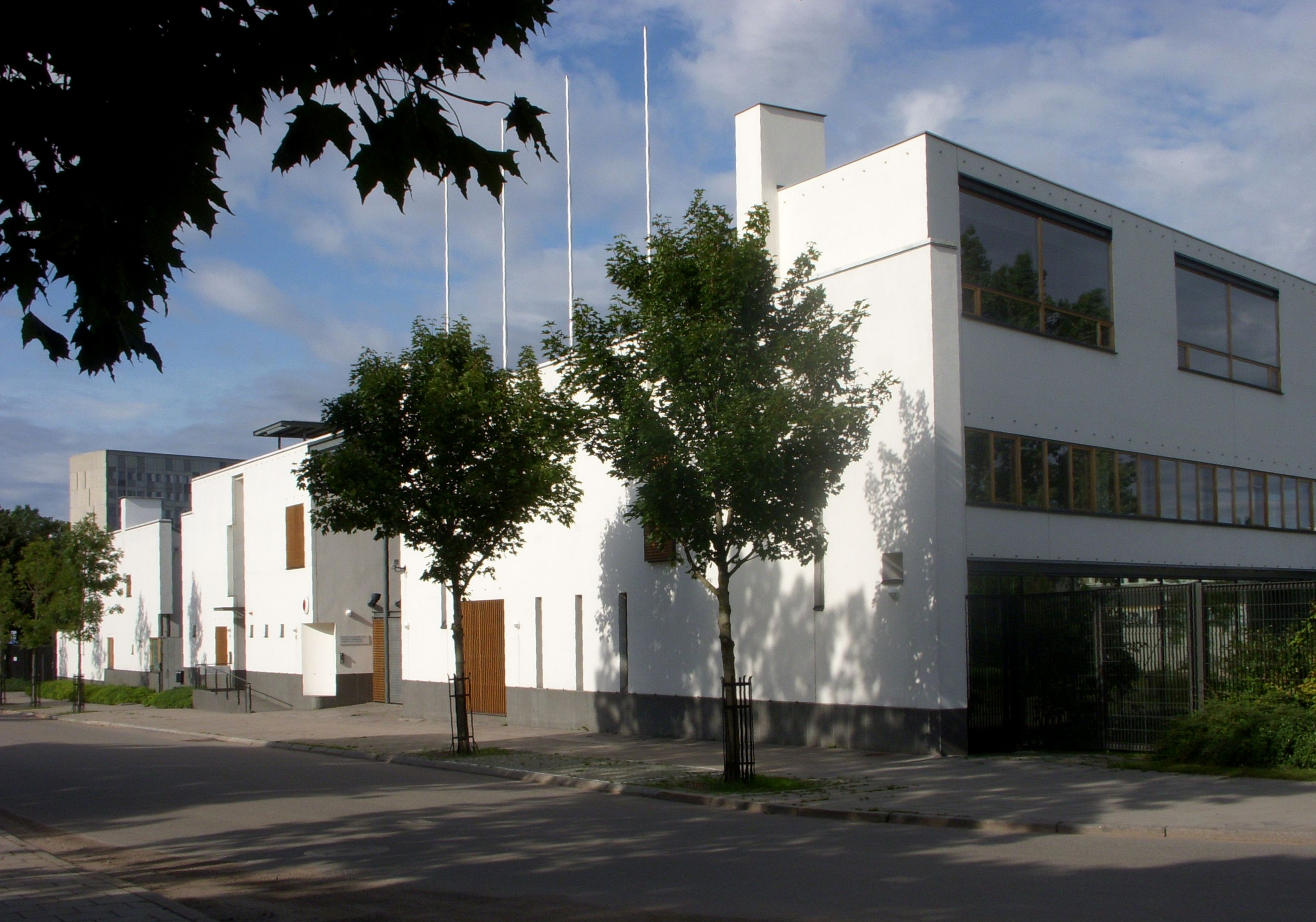
Finlands ambassad i Stockholm.

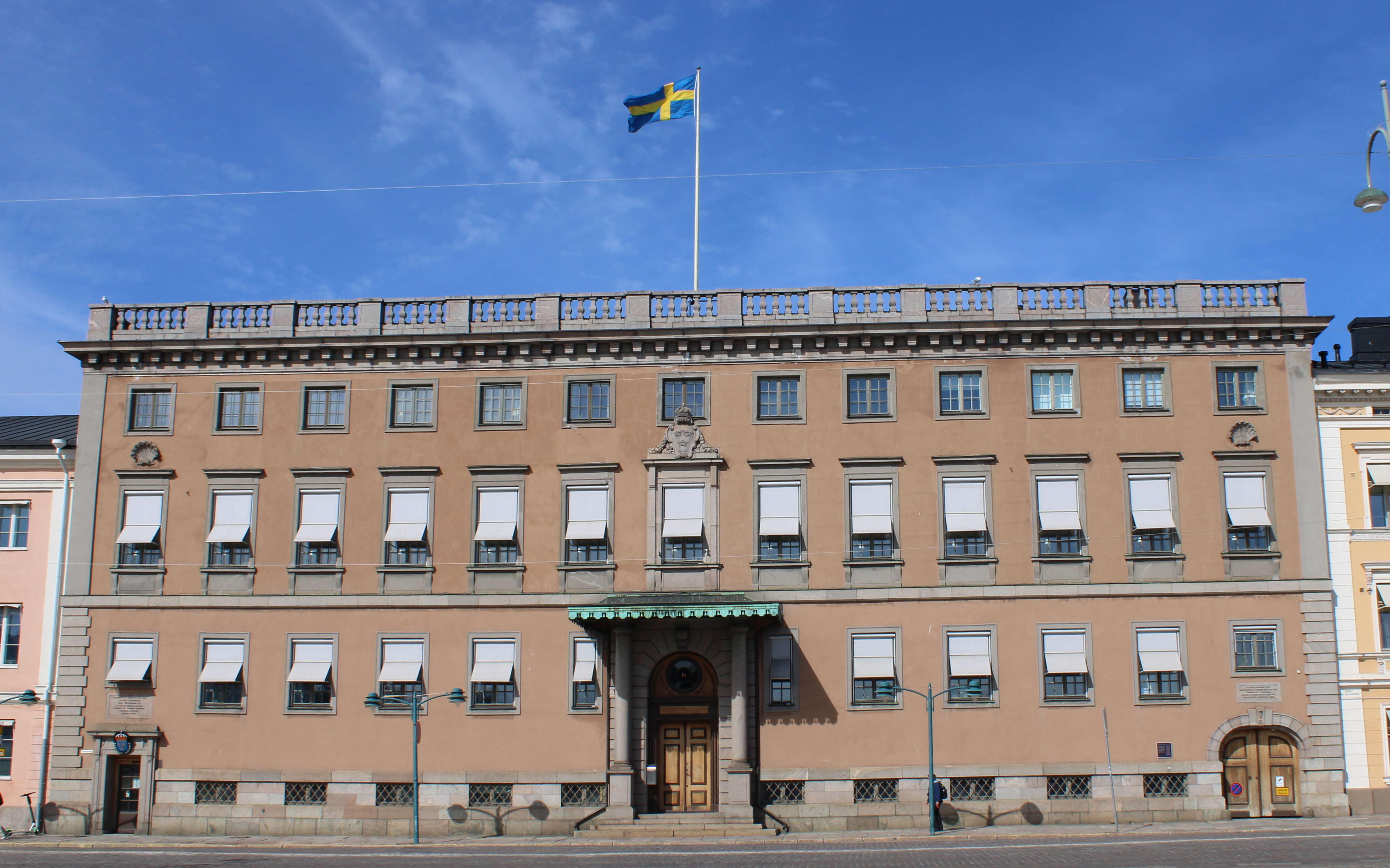
Sveriges ambassad i Helsingfors

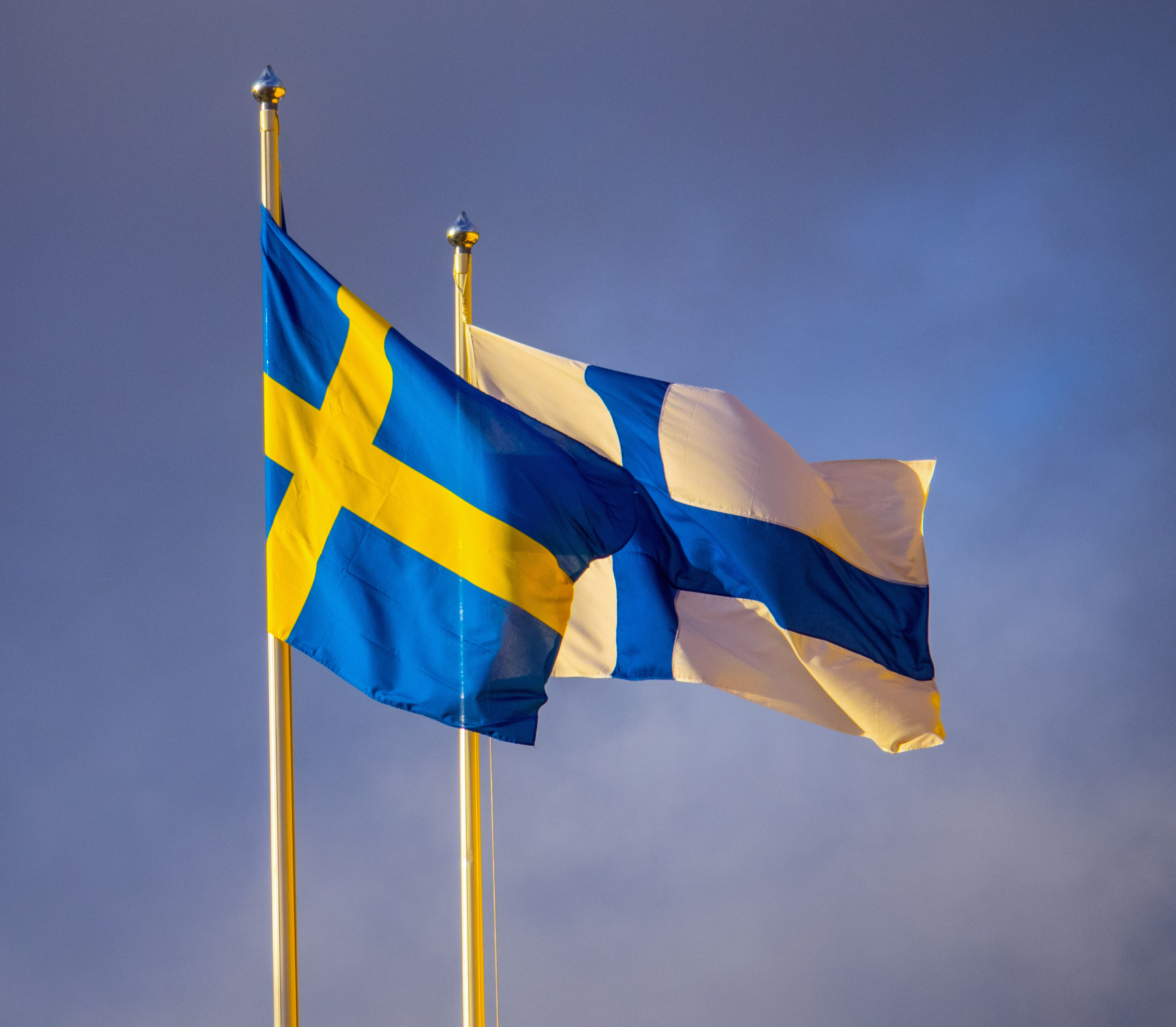
Sveriges och Finlands flaggor

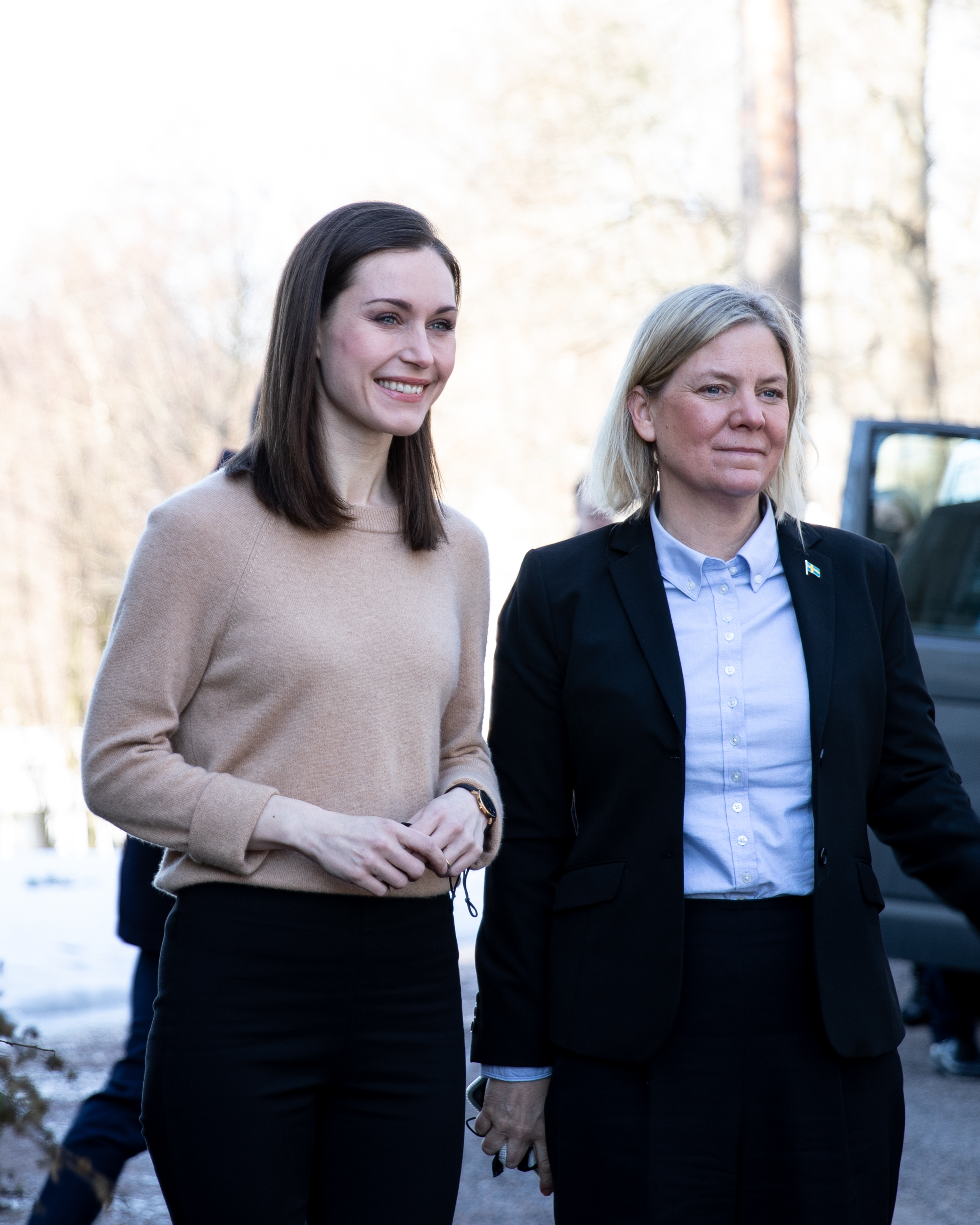
Finlands statsminister Sanna Marin med Sveriges statsminister Magdalena Andersson den 5 mars 2022 i Helsingfors, Finland.

## Relationshistoria
Området som senare kom att bli Finland integrerades med Sverige under 1200-talet, främst till följd av handel via Åland och svenska bosättningar. Finland var en fullt integrerad del av Sverige och juridiskt sett hade finländare samma rättigheter och skyldigheter som alla medborgare. Många finländare såg Sverige som den dominerande parten i relationerna, framför allt i förhållande till finska språkets status. Svenska var administrationsspråk och utbildningsspråk. Efter Finlands självständighet från Ryssland 1917, förblev stora delar av statsförvaltningen och den högre utbildningen på svenska enligt gammal tradition, men det kom att ändras efter några år.

### Ålandsfrågan
Efter första världskriget och Finlands frigörelse från Ryssland kom frågan om Ålands landstillhörighet upp. Sverige ansåg att öarna, med en svenskspråkig befolkning skulle återvända till moderlandet. En majoritet av Ålands befolkning ville återförenas med Sverige. Finland ansåg att öarna skulle tillhöra Finland. Frågan togs upp i Nationernas förbund.
Tvisten löstes 1921 av Nationernas förbund varvid Åland tillerkändes republiken Finland, med villkoret att Ålands språk och kultur respekterades. Man ville därigenom stärka ställningen för finlandssvenskar i Finland och undvika att Finland försvagades gentemot Ryssland. Sveriges statsminister Hjalmar Branting sade sig inte kunna acceptera beslutet, men deklarerade samtidigt att Sverige inte tänkte genomdriva sina krav med militära medel.

### Modern tid
Under andra världskriget stödde Sverige, en neutral stat i konflikten, Finland till viss men begränsad del; bland annat skickades över 8 000 frivilliga och stora mängder krigsmateriel till Finland. År 1940 undertecknade Finland ett fredsavtal med Sovjetunionen och villkoren var hårda, bland annat måste Finland avträda 27000 kvadratkilometer areal och tolv procent av befolkningen måste förflyttas. Sverige hjälpte Finland med denna Nordens största folkförflyttning i modern tid. Bataljon Sederholm ledd av major Mortimer Sederholm omfattade ca 1250 svenska soldater och 500 fordon. Efter kriget hade Sverige ett klart försprång vad gällde efterkrigstidens ekonomiska utveckling, och de finländsk-svenska relationerna blev ganska lika de mellan Estland och Finland från 1990-talet. Sedan mitten av 1990-talet kan relationen mellan Finland och Sverige ses som balanserade och goda.
En central aktör i utvecklandet av relationerna är Hanaholmen – kulturcentrum för Sverige och Finland, som invigdes år 1975. Centret har ett mellanstatligt uppdrag att utveckla samarbetet mellan länderna, men är administrativt en fristående organisation, vars huvudman är Kulturfonden för Sverige och Finland.

## Sport

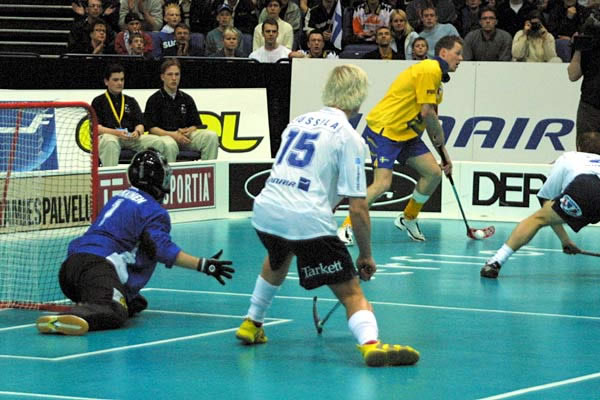
Herrlandskamp i innebandy mellan Finland och Sverige. I sportens värld är det ofta hårda tag, men utanför plan är relationerna goda.

På sportsidan finns en viss sportslig rivalitet inom bland annat friidrott, innebandy, ishockey och längdskidåkning. Finnkampen i friidrott återkommer varje år i augusti–september. Sven Lindström, historieprofessor vid Stockholms universitet, menade att svenskarna alltid såg sig som bättre än finländarna, som var "lillebror". Sverige hade stora ekonomiska framgångar, medan Finland upplevde krig och ekonomiska problem. När Finland inte kunde hävda sig ekonomiskt med Sverige fick man i stället försöka göra det genom idrotten, för att visa svenskarna att man "minsann kunde". Svenskarna tolerade dock inte att ett land som låg efter i utvecklingen var bättre i sport, och genom avundsjuka från båda hållen byggdes en rivalitet upp.